# Edward Timms
Edward Timms (* 3. Juli 1937 in Windlesham, England; † 21. November 2018 in Brighton) war Professor für Germanistik an der Universität Sussex und Gründungs-Direktor des Centre for German-Jewish Studies. Als Literaturwissenschaftler und Kulturhistoriker waren seine Schwerpunkt Karl Kraus und die Wiener Moderne um 1900.

## Wirken
Edward Timms studierte von 1956 bis 1962 Germanistik und Romanistik an der Universität Cambridge und promovierte über Karl Kraus unter dem tschechisch-englischen Germanisten Joseph Peter Stern.
1990 gründete er gemeinsam mit seinem Mit-Herausgeber Ritchie Robertson das Jahrbuch „Austrian Studie“, von dem bisher 25 Ausgaben erschienen sind. Das Periodikum beschäftigt sich mit Themen, die von „The Austrian Enlightenment“ (1991) über "Theodor Herzl and the Origins of Zionism" (1997) bis zu „Elfriede Jelinek in der Arena“ (2014) reichen.
Nach seiner Berufung auf eine Professur an der Universität Sussex wurde unter seiner Leitung das Centre for German-Jewish Studies gegründet, an dem er fortdauernd mitwirkte. Timms forschte über die Juden Wiens im frühen 20. Jahrhundert, ein weiterer Forschungsschwerpunkt lag auf der Frühgeschichte der Psychoanalyse und den Auswirkungen der Freudschen Traumtheorie. 
Er verfasste eine zweibändige Biografie über „Karl Kraus Apocalyptic Satirist“ und gab die Memoiren von Fritz Wittels unter dem Titel „Freud and the Child Woman“ heraus. Zusätzlich verfasste Timms 1999 zusammen mit seiner Ehefrau Saime Göksu die Biografie „Romantic Communist“ des türkischen Dichters Nâzım Hikmet.
2011 erschien seine Autobiografie „Taking up the Torch – English Institutions, German Dialectics and Multicultural Commitments“. 2013 veröffentlichte er seine illustrierte Darstellung der Wiener Moderne unter dem Titel „Dynamik der Kreise, Resonanz der Räume“ (Bibliothek der Provinz). Bei der Buchpräsentation in Wien wurde Timms das Goldene Ehrenzeichen für Verdienste um das Land Wien verliehen. Während des akademischen Jahres 2015/16 erschienen drei weitere Publikationen. Gemeinsam mit Fred Bridgham übersetzte Timms die erste komplette englische Edition von Karl Kraus, „Die letzten Tage der Menschheit“ (The Last Days of Mankind, Yale University Press).
Hinzu kam eine Monografie über „Anna Haag and her Secret Diary of the Second World War“, welche Originaltagebücher aus dem Stuttgarter Stadtarchiv auswertete, und zuletzt „Karl Kraus – die Krise der Nachkriegszeit und der Aufstieg des Hakenkreuzes“, die deutsche Edition des 2. Bandes von „Karl Kraus Apocalyptic Satirist“.
Edward Timms starb im November 2018 im Alter von 81 Jahren. Im März 2019 erschien posthum die deutsche Übersetzung von Timms' Anna-Haag-Monografie: „Die geheimen Tagebücher der Anna Haag“.

## Auszeichnungen
- 2002: Karl-von-Vogelsang-Staatspreis für Geschichte der Gesellschaftswissenschaften
- 2005: Officer of the Order of the British Empire (OBE) for services to scholarship
- 2006: Fellow of the British Academy (FBA)
- 2008: Österreichisches Ehrenkreuz für Wissenschaft und Kunst I. Klasse
- 2013: Goldenes Ehrenzeichen für Verdienste um das Land Wien

## Schriften (Auswahl)
- Karl Kraus, Apocalyptic Satirist: Culture and Catastrophe in Habsburg Vienna. New Haven : Yale University Press, 1986 ISBN 0-300-04483-6
- mit Naomi Segal (Hrsg.): Freud in Exile : psychoanalysis and its vicissitudes. New Haven : Yale Univ. Press, 1988 ISBN 0-300-04226-4
- Karl Kraus, Apocalyptic Satirist: The Post-War Crisis and the Rise of the Swastika. 2005
- mit G. J. Carr: Karl Kraus und Die Fackel: Aufsätze zur Rezeptionsgeschichte = Reading Karl Kraus Essays on the Reception of Die Fackel.
- mit Richie Robertson (Hrsg.): Theatre and Performance in Austria: From Mozart to Jelinek.
- mit Richie Robertson (Hrsg.): Vienna 1900: from Altenberg to Wittgenstein. Edinburgh : Edinburgh University Press, 1990
- Taking up the Torch. Sussex University Press, 2011